# Charlotte Krona
Charlotte Krona (Bringetofta, 1978) è una modella, violinista e conduttrice televisiva svedese.

## Biografia
Dopo aver vinto un concorso di bellezza in Svezia, arriva in Italia nel 2002 lavorando come modella.
In quell'anno viene scelta per realizzare un servizio fotografico per lo speciale Photobook Model 2002 il mensile Max al fianco di Camilla Sjoberg, Monika Lohmus, Laura Esposto, Swetlana Maslowski e Cassie Lane. L'anno successivo è invece impegnata nella moda, per Armani, venendo scelta per la campagna pubblicitaria Armani Underwear di quell'anno. Sempre in quell'anno posa per un altro servizio fotografico per la rivista Fox, venendo anche inserita nella copertina di ottobre e scelta come soggetto del calendario 2004 del mensile. Il suo calendario risulterà in seguito essere stato il secondo più venduto di quell'anno.
Proprio nel 2004, nel canale tematico di Mediaset Happy Channel, comincia la sua attività di conduttrice al fianco di Jennipher Rodriguez e Omar Fantini, con Space Girls, programma di punta dell'emittente, in onda numerose volte al giorno. Contemporaneamente partecipa a svariati programmi come il Maurizio Costanzo Show, Buona Domenica e Markette.
Nel 2005 comincia anche la sua attività di violinista, passione che coltiva da quando aveva sei anni, esibendosi in tutta l'Italia in prestigiosi locali notturni. Contemporaneamente firma un contratto con il gruppo Elica per realizzare il suo secondo calendario, per l'anno 2005.
La sua attività di violinista prosegue anche negli anni a seguire, insieme a nuovi ruoli e lavori, come la partecipazione alla trasmissione Il malloppo al fianco di Alda D'Eusanio nel ruolo di valletta, in prima serata su Raiuno. Sempre nel 2005 fonda, insieme a Nena Ristić, Patricia Regina e Natalia Dolgova le Maximangels, un gruppo musicale che pubblicherà un album, intitolato Maxim Tribut Compilation contenente, tra le altre, una cover di Papa Don't Preach interpretata da Charlotte. Affiancherà così, al tour da violinista, quello da cantante, che la porterà in numerosi locali italiani. Nel 2006 partecipa anche al programma televisivo di Italia 1 On the Road.
Prosegue anche la sua attività di testimonial, sempre per l'intimo, con la Jiadea & Artù, partecipa a numerosi programmi televisivi ed è la protagonista di alcuni spot televisivi, tra cui quello di una famosa birra mentre prosegue la sua attività di violinista seguendo la scaletta del suo tour. Nel maggio del 2007 torna sul settimanale Fox, posando per un'altra copertina.

## Curiosità
Il coordinamento de Il Popolo della Libertà lombardo, nel corso di una cena in Brianza svoltasi nell'aprile 2011, presenti il presidente della Lombardia Roberto Formigoni e la sindaca di Milano Letizia Moratti, ha presentato a Silvio Berlusconi un uovo di Pasqua di quasi due metri, contenente Charlotte Krona con il suo violino.

## Agenzie
- 3D Model Agency - Città del Capo
- Urban Management
- Gwen Management
- Fanatica International